# Kamel Rezig
Kamel Rezig (en arabe : كمال رزيق), né le 18 octobre 1964 à Boufarik dans la wilaya de Blida, est un homme politique conservateur, analyste et économiste algérien. Il est ministre du Commerce depuis le 14 avril 2025.

## Biographie
Il naît le 18 novembre 1964 à Boufarik. Diplômé en économie et en finances, il devient ensuite maître de conférences. Alors qu'il est réputé conservateur et défenseur de sa foi, il est nommé ministre du Commerce en 2020.
Il fait l'objet de diverses critiques en tant que ministre du Commerce, par exemple à son début de mandat, à propos de la question de la disponibilité du lait en sachet.
En mai 2020, il suscite des commentaires critiques pour ne pas avoir respecté les règles de prévention sanitaires mises en place lors de l'épidémie de coronavirus en se rendant dans sa ville natale.
L'annonce par Kamel Rezig , le 25 mars 2021, d'un projet qui sanctionnait l’utilisation d'une langue autre que l'arabe sur les enseignes des commerces suscite des protestations. 
Concernant le problème de la disponibilité et du prix des denrées alimentaires durant la période du ramadan, Kamel Rezig l'explique en mai 2021 par l'action de « certaines parties destructrices qui ont pour objectif d’inciter la rue à l’anarchie (...) et (ont) incité à des grèves pour porter atteinte aux institutions de l’État ».
En janvier 2023, après la Coupe du monde de football 2022 au Qatar, il annonce une campagne de sensibilisations sur les produits portant les couleurs de l'arc-en-ciel, qu'il assimile à un symbole LGBTQ. Un numéro vert est lancé, permettant aux individus de signaler ces produits en vue d'une descente de police.
« Appelé à d'autres fonctions », il est limogé en mars 2023, un mois après une altercation avec des députés dans l'hémicycle, et après des critiques du président de la République jugeant « inacceptables » les pénuries alimentaires. Demeuré proche du chef de l'État, il est nommé conseiller à la présidence. Il est à nouveau nommé ministre du Commerce le 14 avril 2025.

### Études
- Certificat d'études supérieures en finance, spécialisé en collection, de l'Institut national des finances à Koléa (1993).
- Maîtrise en science économiques, spécialisée dans l'argent et la finance à l'Université d'Alger 3 (1996).
- Doctorat en sciences économiques, avec spécialisation en argent et finance à l'Université d'Alger 3 (2001).
- Certificat de gouverneur de comptes certifié et expert des comptes finaux (2002).

### Carrière
- Inspecteur en chef des impôts (1986-1997).
- Professeur associé depuis 1994 dans plusieurs universités algériennes.
- Doyen de la Faculté des sciences économiques et de gestion (1999-2004).
- Professeur d'enseignement supérieur à l'Université de Blida, depuis 2009.
- Professeur permanent à l'Université de Blida, Faculté des sciences économiques, depuis 1997.
- Ministre du Commerce du 2 janvier 2020 au 16 mars 2023.
- Conseiller de la présidence depuis le 19 mars 2023[10],[11].
- Ministre du Commerce depuis le 14 avril 2025.

## Publications
- (ar) Les institutions de la Zakat dans le monde arabe, Bibliothèque de la société arabe (2010) - Jordanie, édité et présenté par: Kamel Rezig et Abdeslam Aggoun. (ISBN 978-9957-06-624-6)
- (ar) Livre commun sur l'économie islamique (2010) - Jordanie.